# Friedrich von Doblhoff
Friedrich von Doblhoff, né le 14 mars 1916 à Budapest (Hongrie) et mort le 15 juin 2000, est un ingénieur aéronautique autrichien, pionnier de l'hélicoptère.